# Función q-gamma
En matemática, la función q-gamma, o función gamma básica, es una generalización de la función gamma ordinaria, y está muy estrechamente relacionada con la función gamma doble. Ésta fue introducida por Jackson (1905). 
Se define de la siguiente manera:
{\displaystyle \Gamma _{q}(x):=(1-q)^{1-x}\prod _{n=0}^{\infty }{\frac {1-q^{n+1}}{1-q^{x+n}}}.}

## Expresiones
La función q-gamma es un q-análogo de la función gamma, y por tanto, se puede expresar en términos de símbolos q-Pochhammer:
{\displaystyle \Gamma _{q}(x)={\frac {(q;q)_{\infty }}{(q^{x};q)_{\infty }}}\,(1-q)^{1-x}}
Además, satisface la siguiente ecuación funcional:
{\displaystyle \Gamma _{q}(z+1)={\frac {(1-q^{z})}{(1-q)}}\,\Gamma _{q}(z)}
y es equivalente a la función gamma ordinaria cuando {\displaystyle \scriptstyle q\to 1^{-}} ya que
{\displaystyle \lim _{q\to 1^{-}}\Gamma _{q}(z)=\Gamma (z)}